# EEPROM

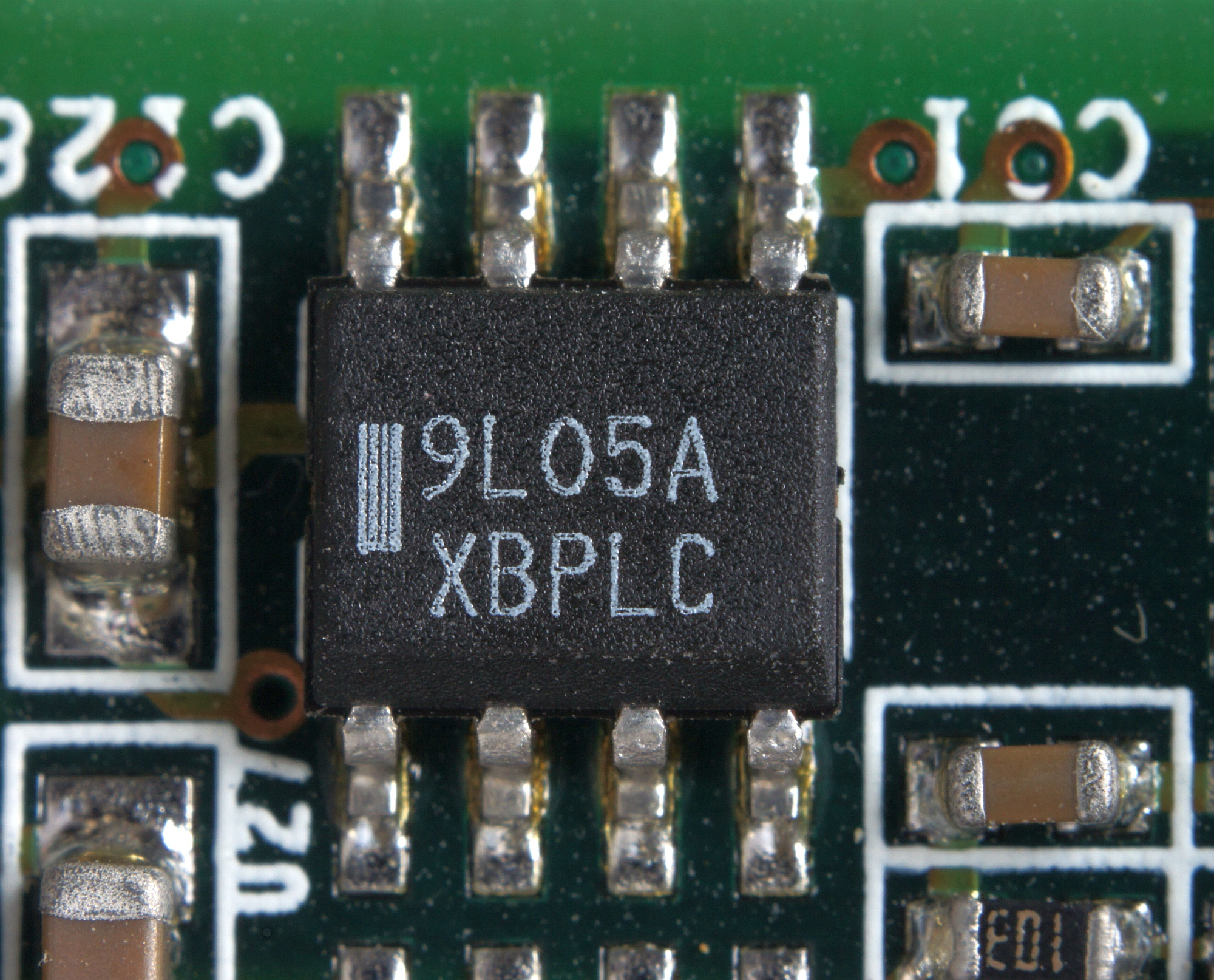
Fig.1 IC de memòria EEPROM o E2PROM

EEPROM o E²PROM, sigles de l'expressió anglesa electrically-erasable programmable read-only memory ("memòria ROM programable i esborrable elèctricament") és un tipus de memòria ROM que pot ser programada, esborrada i reprogramada elèctricament ౼a diferència de l'EPROM, que ha d'esborrar-se mitjançant un aparell que emet raigs ultraviolats౼. Són memòries no volàtils. Les cel·les de memòria d'una EEPROM estan constituïdes per un transistor MOS, que té una comporta flotant (estructura SAMOS), el seu estat normal aquesta tallat i la sortida proporciona un lògic. Encara que una EEPROM pot ser llegida un nombre il·limitat de vegades, "només" pot ser esborrada i reprogramada entre cent mil i un milió de vegades. Aquests dispositius solen comunicar-se mitjançant protocols com I²C, SPI i Microwire Arxivat 2017-02-02 a Wayback Machine.. En altres ocasions, s'integra dins de xips com microcontrolador és i DSPs per aconseguir una major rapidesa. La memòria flaix és una forma avançada d'EEPROM, creada pel Dr. Fujio Masuoka mentre treballava per Toshiba el 1984 i presentada a la Reunió d'Aparells Electrònics de la IEEE d'aquell mateix any. Intel va veure el potencial de la invenció, i el 1988 va llançar el primer xip comercial de tipus NOR.

## Fundament teòric de l'estructura FLOTOX
Les memòries EEPROM antigues estan basades en un hot-carrier injection (HCI) basat en el desglossament d'allaus (avalanche breakdown) amb una alta tensió de ruptura inversa. D'altra banda tenim el que es coneix com a FLOTOX: una estructura publicada publicada l'any 1980 i dissenyada per l'equip d'Intel que consistia en un Intel 2816 de 16K bits amb una fina capa de diòxid de silici. El fundament del FLOTOX és una unió tunel.
Aquesta nova estructura d'Intel va augmentar la fiabilitat de l'EEPROM, ja que va millorar la resistència dels cicles d'escriptura i esborrament i el període de retenció de dades.

## Estructura actual de l'EEPROM
Avui dia, l'EEPROM és emprat en microcontroladors incrustats i en productes amb una memòria EEPROM estàndard. l'EPPROM encara requereix una estructura amb 2 transistors per bit per eliminar un byte dedicat en la memòria, mentre que la memòria flaix té un transistor per bit per eliminar una regió de memòria.

## Principals fabricants d'EEPROM
Fabricants destacats a 23/01/2017:
- Microchip
- ST.
- NXP Arxivat 2017-01-25 a Wayback Machine.
- Rohm
- Parallax
- Adesto Arxivat 2017-02-02 a Wayback Machine.